# 런자룬
런자룬(중국어 간체자: 任嘉伦, 정체자: 任嘉倫, 병음: Rèn Jiālún, 한자음: 임가륜, 1989년 4월 11일~)은 중화인민공화국의 배우이자 가수이다.

## 생애
1989년 4월 11일 중화인민공화국 칭다오시에서 태어났다. 어린 시절부터 탁구를 하여 초등학교 때부터 10년 간 탁구 유망주로 기대를 받았으나 잦은 부상으로 운동을 그만두었다. 
칭다오시 직업학교 항공서비스과를 졸업한 후 칭다오 공항에서 보안 직원으로 근무하다가 2010년 오디션 《선성탈금, 창성 아시아 대회》에서 입상하여 연예인의 길을 걸었다. 이후 대한민국에서 연습생 생활을 하던 중 중국 기획사의 입사 제의을 받고 배우로 데뷔하였다.
2017년 드라마 《대당영요》로 얼굴을 알린 뒤 같은 해 제4회 횡점영상문영상에서 TV부분 남우주연상을 받아 연기력을 인정 받았다.

## 출연 작품
| 연도     | 제목                | 중국어 제목        | 역할           | 비고     |
| -------- | ------------------- | ------------------ | -------------- | -------- |
| 2016년   | 청운지              | 靑云志             | 육미 역        |          |
| 2016년   | 미인위함2           | 美人为馅2          | 장모함 역      |          |
| 2017년   | 용주전기무간도      | 龙珠传奇之无间道   | 이사흥 역      | 특별출연 |
| 2017년   | 대당영요1,2         | 大唐荣耀1,2        | 광평왕이숙 역  |          |
| 2018년   | 천계지백사전설      | 天乩之白蛇传说     | 자선&허선 역   |          |
| 2019년   | 노해잠사&진령신수   | 怒海潜沙 秦岭神树  | 초욱 역        | 특별출연 |
| 2019년   | 금의지하            | 锦衣之下           | 육역 역        |          |
| 2020년   | 추선                | 秋蝉               | 엽충 역        |          |
| 2020년   | 모백수              | 暮白首             | 임경&나람악 역 |          |
| \|2021년 | 오아소저여석척선생  | 乌鸦小姐与蜥蜴先生 | 고천 역        |          |
| \|2021년 | 불설재견            | 不说再见           | 목청 역        |          |
| \|2021년 | 주생여고            | 周生如故           | 주생진 역      |          |
| \|2021년 | 일생일세            | 一生一世           | 주생진 역      |          |
| 2022년   | 어교기지 여군초상식 | 驭鲛记之与君初相识 | 장의 역        |          |
| 2022년   | 어교기지 흡사고인귀 | 驭鲛记之恰似故人归 | 장의 역        |          |
| 2022년   | 남염돌격            | 蓝焰突击           | 이계성 역      |          |

## 음악
| 연도   | 곡명                       | 비고             |
| ------ | -------------------------- | ---------------- |
| 2017년 | 榮耀(영요)                 | '대당영요'주제곡 |
| 2018년 | Dreamers never sleep       | 싱글             |
| 2019년 | 浮云(부운)                 | 싱글             |
| 2020년 | 心墻(심장)                 | '금의지하'주제곡 |
| 2020년 | 逝言(서언)                 | '모백수'주제곡   |
| 2020년 | 分身(분신)                 | '추선'주제곡     |
| 2020년 | SEE YA                     | 싱글             |
| 2021년 | 三十二ㆍ立(립)             | 1'st Album       |
| 2021년 | 不说再见(불설재견)         | '불설재견'주제곡 |
| 2021년 | 如一(여일)                 | '주생여고'주제곡 |
| 2022년 | 在阳光下等你(재양광하등니) | '남염돌격'주제곡 |

## 수상 기록
- 2017년 제4회 횡점영상문영상 tv프로그램 남우주연상
- 2018년 중국연예빅데이터 상업잠재력 남성 아티스트상
- 2020년 제7회 CCTV 중국티비우수배우 남자배우상(18~35세부분)
- 2020년 아이치이선정 매력연기자상
- 2021년 아이치이 연도영향력 남자배우상
- 2021년 화정장 10대배우상